# Scooter (gruppo musicale)
Gli Scooter sono un gruppo musicale tedesco di genere Electronic dance music, Eurodance, Jumpstyle, Techno, hard trance, Hardstyle, Chillout e happy hardcore che ha venduto oltre trenta milioni di dischi. Attualmente il gruppo è composto da H.P. Baxxter, Jay Frog, Marc Blou e da Jens Thele in veste di produttore esecutivo. Oggi si può considerare tra le band di musica techno e generi affini più proficue e di maggiore successo, grazie a singoli che sono diventati famosi e popolari a livello internazionale, in particolare in Germania.
Tra le loro canzoni le più famose ci sono la cover di The Logical Song dei Supertramp, Hyper Hyper, How Much Is the Fish?, Nessaja, Maria (I Like It Loud), Move Your Ass!, Posse (I Need You on the Floor), One (Always Hardcore), Jumping All Over the World e J'adore hardcore. Nati come gruppo di musica old school happy hardcore e rave, dei quali si possono considerare tra i massimi esponenti, nel corso della loro carriera hanno poi abbracciato varie influenze: tra la fine degli anni novanta e primi anni duemila, molto forte fu l'influenza hard trance, per poi alla fine degli anni duemila virare verso influenze spiccatamente jumpstyle, hardstyle e hands up, e infine negli ultimi lavori verso generi più commerciali e leggeri, come l'electro house ed EDM.
Il loro enorme successo commerciale, che li ha portati a esibirsi in tutto il mondo e a vincere numerosi premi, ha permesso la diffusione e l'entrata nel mondo mainstream di generi prima di nicchia come la techno hardcore e jumpstyle
Hanno un proprio stile nella quale la voce diventa un elemento essenziale e unico: molte delle loro canzoni hanno un "rap urlato", a volte una voce alta, che si sente ad esempio nei loro successi The Logical Song o Nessaja, talvolta la voce del cantante incoraggia e incalza il pubblico (per esempio in Move your ass!). Il loro stile musicale è caratterizzato da sonorità "da stadio" che si ritrovano nella costante presenza di campionamenti live nei loro brani: echi nella voce del cantante, il rumore della folla e ritornelli e cori facilmente cantabili confermano l'importanza del coinvolgimento del pubblico nelle esibizioni live.

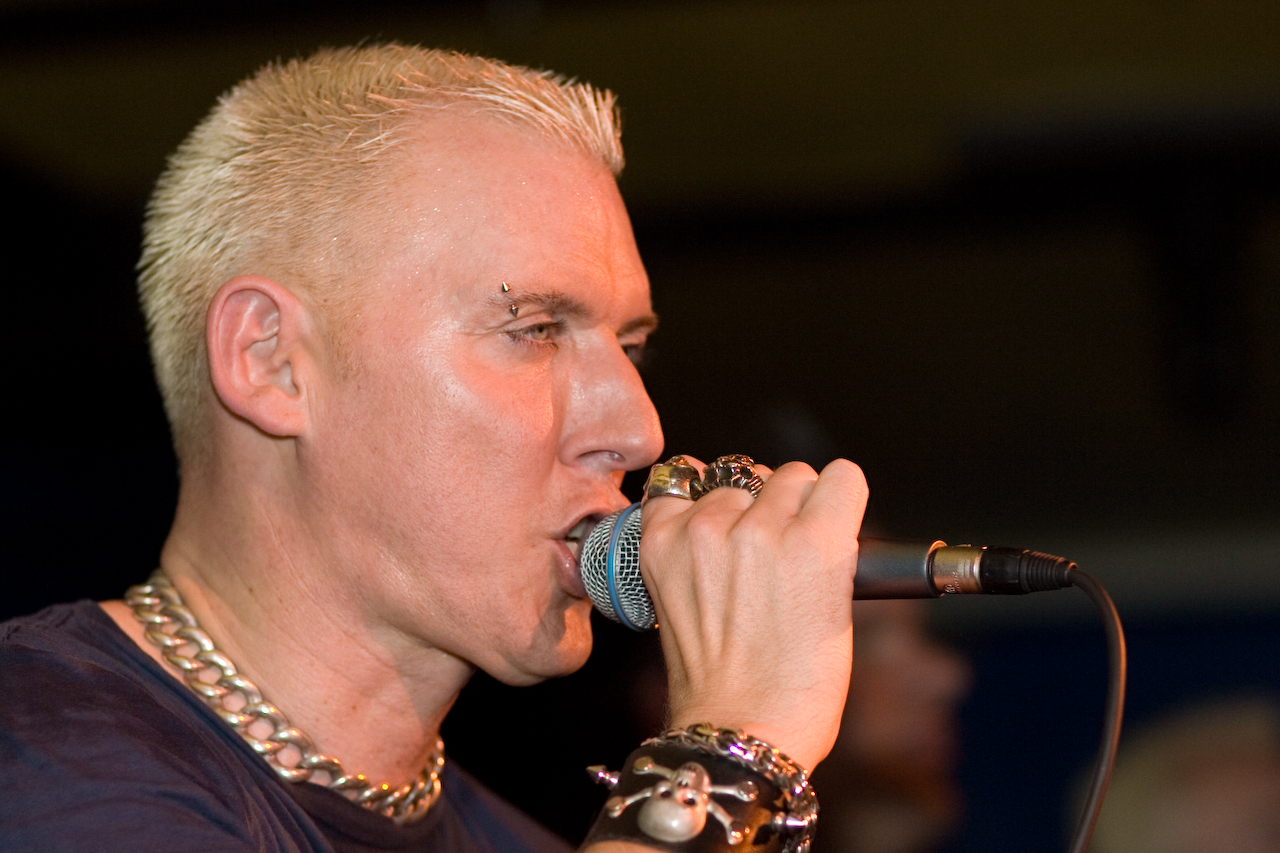
H.P. Baxxter

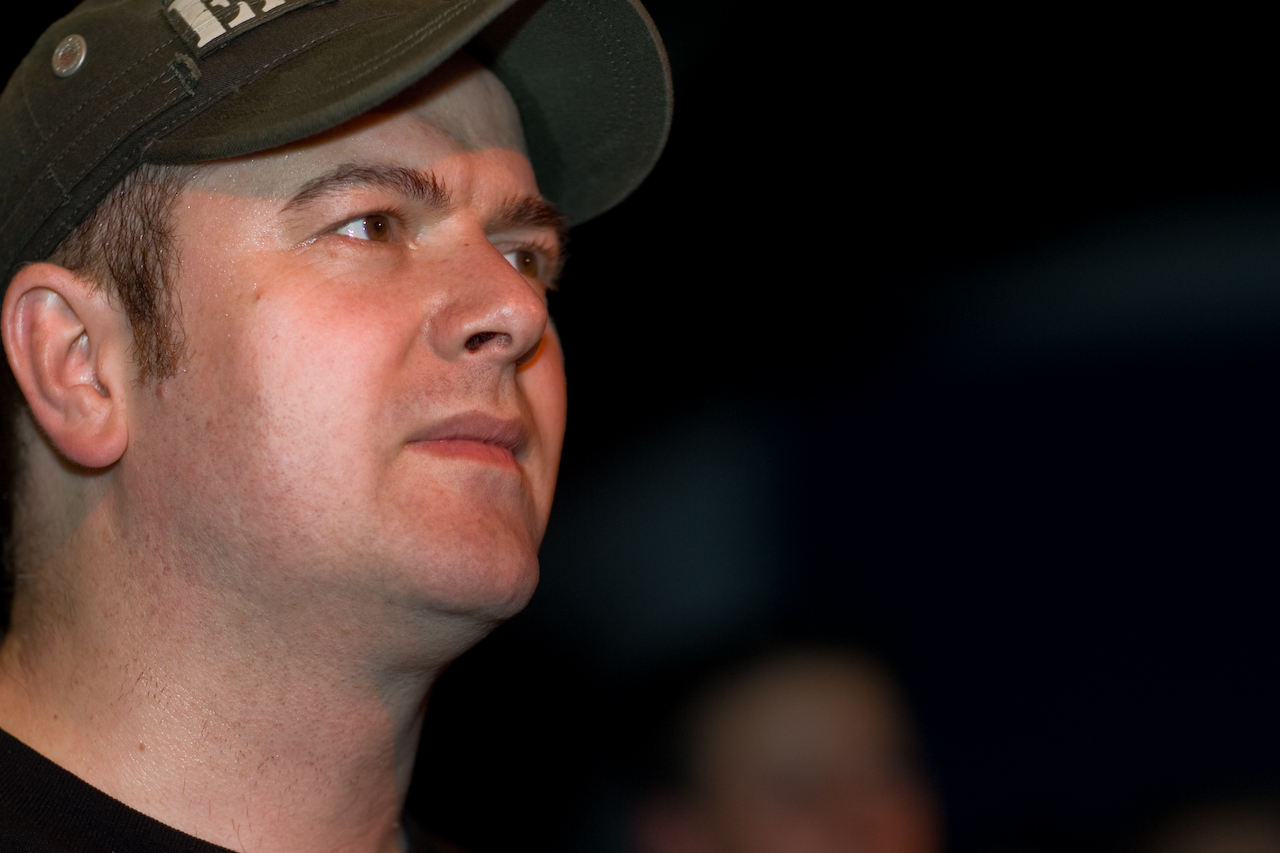
Hendrik Stedler

## Storia del gruppo
Il gruppo nasce come progetto di musica dance/techno nel 1993 ad Amburgo, fondato da H.P. Baxxter e Rick J. Jordan (entrambi ex membri del gruppo Synth pop Celebrate the Nun), insieme al cugino di H.P., Ferris Bueller, e dal produttore discografico Jens Thele.
Il loro brano di esordio è Vallée De Larmes. Il disco raggiunge l'ottava posizione nella classifica dance tedesca.
Nell'aprile dello stesso anno gli Scooter suonano il loro primo live show ad Amburgo, in Germania, dove Baxxter improvvisa una sorta di rap freestyle sopra una base dance. Nasce così l'ispirazione per il loro primo successo, Hyper hyper.
Dopo "Hyper hyper" il progetto Scooter diventa ufficialmente un gruppo, formato dagli stessi fondatori del progetto. Jens Thele, nonostante il suo ruolo "dietro le quinte" da manager e produttore (non appare mai in pubblico nelle esibizioni della band), è considerato comunque un membro effettivo del gruppo in quanto autore e produttore di tutti i brani dall'esordio a oggi. È anche il fondatore della Kontor Records, storica etichetta discografica dance tedesca che annovera appunto gli Scooter tra i suoi artisti di prim'ordine.
Nel corso degli anni la band conta ben sei cambi di formazione, dalla quale Baxxter e Thele ad oggi rimangono gli unici due membri fondatori a farne ancora parte.
Il rap di Baxxter rimane ancora adesso uno dei marchi di fabbrica della stessa band.
Nel 1995 esce ...and the Beat Goes On!, il primo album, trascinato dal successo dei singoli Hyper hyper e Move your Ass!. Oltre ad Hyper hyper e Move your Ass, l'album contiene i successivi singoli: Friends e Endless Summer. Il disco fu un buon successo in tutta Europa, così buono al punto che in breve tempo, dopo l'uscita dell'ultimo singolo estratto, la band si ritrova già al lavoro per il successivo.
Il secondo album Our Happy Hardcore esce nel 1996, seguito in breve tempo da Wicked! (uscito alla fine dello stesso anno), e Age of Love del 1997. Da queste tre fatiche vengono estratti in totale otto singoli, che nella seconda metà degli anni novanta scalano quasi tutte le chart europee e consacrano la band in tutta Europa tra quelle di maggior successo della scena dance/club.
Sempre nel '97 appaiono come special guest nella quarta stagione della famosa serie tv Tedesca Squadra Speciale Cobra 11, nell'episodio Fama mortale (in questa puntata i membri della band interpretano loro stessi alle prese con un gruppo di malviventi che rapisce Baxxter). Successivamente, nello stesso anno, parte il loro primo tour di concerti ufficiale.
Nel 1998 esce il loro primo Greatest Hits intitolato Rough And Tough And Dangerous - The Singles 94/98, che racchiude i loro dodici singoli più vari remix e bonus track. Poco dopo l'uscita di questo disco Ferris lascia la Band per tentare una carriera da solista. Viene sostituito dal DJ Axel Coon.
Il primo singolo della nuova formazione è How Much is the Fish?, che si rivelerà uno dei loro singoli di maggiore successo tratto dal quinto e nuovo album No Time to Chill. Dallo stesso album vengono tratti altri tre singoli. Sempre nel 1998 gli Scooter partecipano al Bravo All Stars con il singolo Let The Music Heal Your Soul in collaborazione con: Backstreet Boys, 'N Sync, Pappa Bear, Aaron Carter, Andreas Biber, Sash!, Squeezer, Scott Moffat, Gil Ofarim, Brian Littrell, Blumchen, The Boyz, 4the cause, Kisha, Daniel Hall, R'G'N, DJ Bobo, 2-4 Family. Seguono gli album Back to the Heavyweight Jam (1999), Sheffield (2000), We Bring the Noise! (2001). Da questi nuovi lavori vengono tratti altri sei singoli, tra cui le famose canzoni Faster Harder Scooter, Posse (I Need You on the Floor), e nel frattempo la band passa dalla sua vecchia casa discografica Loop Dance Constructions alla neonata Kontor Records (fondata da Jens), dove apre la propria etichetta personale: la Sheffield Tunes.
Nel 2002 gli Scooter escono con il singolo The Logical Song, scelto per l'uscita del loro nuovo best of intitolato Push the Beat for this Jam (The Singles 98-02) (compilation che contiene i loro singoli usciti dopo l'arrivo di Axel Coon arricchita da inediti, b-sides, remix e live), e subito dopo parte il loro nuovo tour. Ramp è l'ultimo disco insieme ad Axel Coon che decide anche lui, dopo 4 anni, di lasciare la band per tornare alla sua carriera da DJ. Urge quindi trovare un nuovo tastierista, figura che trovano in Jay Frog, produttore versatile della Kontor Records che debutta nella band con la super hit Nessaja, singolo che viene incluso come bonus track nel loro primo album live intitolato Encore uscito in CD e DVD (che contiene anche un bonus disc contenente tutta la loro videografia). Questo nuovo singolo arriva al numero uno tra i singoli più venduti in Germania e verrà scelto, nel 2009, come tema d'apertura del film Brüno. Esce anche un nuovo greatest hits che contiene tutti e 24 i singoli usciti dal 1994 al 2002 (ad eccezione di Vallèe de Larmes), intitolato 24 carat gold. Seguono poi nel 2003 i singoli Weekend!, The Night, e Maria (I Like It Loud) (quest'ultimo il brano più apprezzato nei loro concerti), tratti dal nuovo album The Stadium Techno Experience, che rimangono nella top 20 inglese per oltre 18 mesi. Vanno in giro per l'Europa con il We Like It Loud Tour. Nel 2004 escono con il singolo Jigga Jigga! e successivamente con l'album Mind the Gap, primo album a contenere qualche brano più tendente a generi più soft rispetto ai lavori precedenti, come il singolo Shake That! o la cover di Stripped (Depeche Mode), senza però abbandonare il loro stile originale che viene riproposto per i singoli successivi: One (Always Hardcore) e Suavemente.
Il 9 settembre 2005 gli Scooter suonano per la prima volta negli Stati Uniti d'America, all'Allstate Arena di Chicago, supportati da Dj Markski (Chicago), Dj Erikk, Aquagen, e Benassi Bros. Per quell'occasione suonano Hello! (Good To Be Back), singolo di lancio del nuovo album Who's Got the Last Laugh Now?
L'album apre le porte per il tour del 2006, che verrà registrato durante la tappa di Amburgo e pubblicato in CD e DVD (Excess All Areas). Il DVD contiene un secondo disco con tutta la videografia del gruppo.
Il 14 agosto 2006 viene annunciato l'abbandono del gruppo da parte di Jay Frog, anche lui per tornare alla propria attività solista. Viene sostituito da Michael Simon, ex membro del duo Shanin & Simon che ha debuttato per la prima volta in Svizzera al Tufertschwil Open Air il 19 agosto.
Con l'addio di Jay e l'arrivo di Simon esce il nuovo singolo Behind The Cow, che debutta al The Dome 40 a Düsseldorf il 1º dicembre 2006 e viene pubblicato il 19 gennaio 2007. La canzone e il testo sono basati sul pezzo dei KLF What Time Is Love?. Il video viene girato in India e vi compare il rapper Fatman Scoop. L'album The Ultimate Aural Orgasm, il primo con Michael Simon, viene pubblicato il 9 febbraio 2007.
Il 30 novembre 2007, a soli nove mesi di distanza dal precedente, esce un altro album dal titolo Jumping All Over the World, da cui vengono estratti, tra gli altri, i singoli The Question is what is the Question? e Jumping All Over The World (l'unico singolo degli Scooter ad avere l'omonimia con l'album d'appartenenza). Il sound dell'album è predominato dallo stile Jumpstyle, una versione più soft dell'Hardstyle di cui particolarità è lo stile di ballo caratterizzato da salti coordinati. Proprio in quel periodo il genere Jumpstyle stava predominando le dancefloor nord europee e gruppi di "Jumpers" si stavano formando in svariate parti del continente. La nascita del movimento diede ispirazione agli Scooter per la realizzazione di un disco caratterizzato per la maggior parte da questo nuovo sound, tagliandosi così una buona fetta di mercato tra gli appassionati. L'esperimento ebbe un successo davvero inaspettato: In Inghilterra nell'aprile del 2008 l'album si posiziona sorprendentemente al primo posto in classifica, arrivando addirittura a spodestare dal podio Hard Candy (Madonna). In seguito al successo inglese di "Jumping All Over The World" nel mese di ottobre 2008 esce il singolo inedito Jump That Rock (Whatever You Want), versione della storica Whatever You Want del 1979 della rock band inglese Status Quo, che partecipa alla realizzazione. In seguito esce una maxi-edition (2 CD + DVD) di Jumping All Over The World intitolata Jumping All Over The World - Whatever You Want, che include l'album in versione rivisitata, un secondo disco con inclusi i maggiori successi e la registrazione del concerto open air di Berlino trasmesso in diretta TV sul canale VIVA.
Reduci dal travolgente successo del precedente album, nel 2009 esce Under the Radar Over the Top. Il nome dell'album si rifà al titolo di un entusiasta recensione che gli Scooter ricevettero per "Jumping All Over The World" circa l'anno precedente. L'album contiene J'adore hardcore e Ti sento, cover del brano degli Italiani Matia Bazar alla quale ha contribuito anche l'interprete originale Antonella Ruggiero. Seguono poi i singoli The sound above my hair e Stuck on replay, brano che diventerà la canzone ufficiale dei campionati del mondo di hockey su ghiaccio. Il 7 maggio viene pubblicato "Live in Hamburg", terza registrazione di un loro concerto dal vivo in CD e DVD.
Dagli anni 2010 in poi la band sarà solita ad accostare al suo stile classico "rave" anche brani dal sound più mainstream. L'album "The Big Mash Up" uscito ad ottobre 2011 preannuncia una sorta di svolta, un album molto sperimentale dove le sonorità dubstep la fanno da padrone nonché l'album più ricco della loro carriera (17 tracce in tutto). Il disco, da cui vengono estratti ben 5 singoli, ebbe un buon successo commerciale in patria. Ad anticiparne l'uscita fu una versione rivisitata di "Friends" dal titolo "Friends Turbo", realizzata per la colonna sonora del film olandese New Kids Turbo del 2011.
Nel 2012 pubblicano il loro sedicesimo album Music for a Big Night Out, uscito il 2 novembre 2012. Uno dei singoli tratti, Army of Hardcore, viene scelto dai fans sulla pagina ufficiale Facebook del gruppo.
Il 2014 è un anno pieno di novità per la band. Rick J. Jordan, membro fondatore, tastierista, musicista e sound engineer, dopo 20 anni di militanza lascia il gruppo, permettendo così a Phillip Speiser (aka Dirty Disco Youth) di prendere il suo posto nella band. Molti sono i messaggi di dispiacere da parte dei fan sulla pagina ufficiale Facebook dopo aver dato la notizia. Un tributo a Rick viene fatto durante la tappa del suo ultimo concerto ad Amburgo, il 24 gennaio: gli viene consegnata alla fine del live una targa di riconoscimento con scritto "Danke Rick" (grazie Rick). A Settembre dello stesso anno, dopo aver collaudato la nuova formazione in vari concerti in giro per l'Europa, la band è pronta per con la sua nuova formazione, la quinta per l'esattezza. Infatti, il titolo del nuovo disco è The Fifth Chapter ("il quinto capitolo"), nuovo album d'inediti. Con l'avvento della musica EDM e grazie all'arrivo del nuovo giovane membro del gruppo, l'album contiene sonorità più commerciali e da "main arena" piuttosto che techno, trance, hardstyle. Viene anticipato dall'uscita di Big Room Blitz con il featuring del rapper Wiz Khalifa, seguito poi da Today insieme a Vassy (cantante), Can't stop the hardcore e Radiate (sempre insieme a Vassy).
Il secondo disco insieme a Speiser, nonché il diciottesimo album ufficiale, esce nel 2016 con il titolo di Ace.
Ace si rivela un album particolare: Il primo con la quasi totale mancanza di brani hard trance o hardstyle, composto quasi totalmente da tracce tendenti allo stile edm o dance pop. Gli unici due brani coerenti con lo stile originale Scooter sono Riot (nonché primo singolo estratto) e The Birdwatcher. Il secondo singolo estratto, Oi, ottiene un buon successo commerciale. Segue poi l'ultimo singolo Mary got no lamb.
Nel novembre 2022 Sebastian Schilde ha annunciato di non fare più parte del gruppo. Pochi giorni dopo anche Michael Simon annuncia di aver lasciato la band, dopo essere stato membro dal 2006.
Il 20 gennaio 2023 vengono annunciati come nuovi membri Jay Frog, come principale produttore, compositore e tastierista (per lui si tratta di un ritorno, dopo avere militato nella band dal 2002 al 2006), e Marc Blou come produttore.
Nel corso della loro carriera gli Scooter hanno anche remixato brani per altri artisti, famosi sono i remix realizzati per i Bloodhound Gang e per i Within Temptation.

## 20 Years of Hardcore
Viene celebrato nel 2013 il ventesimo anniversario della nascita del gruppo con una serie di eventi chiamati "20 Years of Hardcore".
Il primo è la riedizione di tutti gli album con audio rimasterizzato, ognuno in edizione speciale (2 o 3 CD) contenenti gli album originali arricchiti dalle b-sides e dai remix usciti per ogni singolo d'appartenenza. Ogni CD viene pubblicato mensilmente durante il corso del 2013, anche in digitale, con l'aggiunta di un DVD intitolato The Video Collection (che contiene tutti i loro videoclip).
Il secondo è l'uscita del best of chiamato anch'esso 20 Years of Hardcore che contiene la raccolta completa di tutti i singoli nella versione digitale, mentre nella versione doppio CD mancano i brani: Vallèe de Larmes, Suavemente, I Was Made 4 Lovin' You, I'm Your Pusher, She's the Sun, Lass Uns Tanzen e It's a Biz (Ain't Nobody).
Il terzo è uno speciale tour di concerti in giro per la Germania dove la band ripercorre dal vivo la propria carriera. L'ultima tappa del tour è stato l'ultimo concerto in assoluto con la presenza di Rick J. Jordan.

## Formazione

### Formazione attuale
- Hans-Peter Geerdes (H.P. Baxxter, 1993-) - voce, chitarra
- Jürgen Frosch (Jay Frog, 2002-2006 - 2023-) - produttore, compositore, tastiera elettronica
- Marc Blou (2023-) - Produttore
- Jens Thele (1993-) - Produttore esecutivo, Manager

### Ex componenti
- Hendrik Stedler (Rick J. Jordan, 1993-2014) - tastiera elettronica / pianoforte / Sound engineer
- Sören Bühler (Ferris Bueller, 1993-1998) - tastiera elettronica
- Axel Broszeit (Axel Coon, 1998-2002) - tastiera elettronica
- Michael Simon (2006-2022) - tastiera elettronica
- Phil Speiser (2014-2018) - tastiera elettronica / Sound engineer
- Etnik Zarari (2018-2019) - tastiera elettronica
- Sebastian Schilde (Nacho, 2018-2022) - tastiera elettronica / pianoforte / Sound engineer

### Collaborazioni
- Antonella Ruggiero (ha collaborato per Ti sento)
- Bloodhound Gang (hanno collaborato anche per The Shit That Killed Elvis)
- Fatman Scoop (ha collaborato solo per Behind The Cow)
- Finch (ha collaborato per Bassdrum, Posse Reloaded e Rave Witchers)
- Jeff Mantas (chitarrista durante il Who's Got The Last Laugh Now Tour 2006)
- Jebroer (ha collaborato per My Gabber)
- Harris & Ford (hanno collaborato per Rave & Shout e Techno Is Back)
- Marc Acardipane e Dick Rules (hanno collaborato per Maria (I Like It Loud))
- Dimitri Vegas & Like Mike (hanno collaborato per Magical)
- Status Quo ( Jump That Rock (Whatever You Want))
- Timmy Trumpet (ha collaborato per For Those About To Rave)
- Vassy (ha collaborato per Today e Radiate)
- Vicky Léandros (ha collaborato per C'est bleu)
- Wiz Khalifa (ha collaborato per Bigroom Blitz)
- Xillions (ha collaborato per Rave Teacher (Somebody Like Me))

### Manager
- Jens Thele - manager / producer
- Kai Busse - prenotazioni
- Klaus Perreth - gestione dei tour

## Discografia
Album studio
- 1995 - ...and the Beat Goes On!
- 1996 - Our Happy Hardcore
- 1996 - Wicked!
- 1997 - Age of Love
- 1998 - No Time to Chill
- 1999 - Back to the Heavyweight Jam
- 2000 - Sheffield
- 2001 - We Bring the Noise!
- 2003 - The Stadium Techno Experience
- 2004 - Mind the Gap
- 2005 - Who's Got the Last Laugh Now?
- 2007 - The Ultimate Aural Orgasm
- 2007 - Jumping All Over the World
- 2009 -  Under the Radar Over the Top
- 2011 - The Big Mash Up
- 2012 - Music for a Big Night Out
- 2014 - The Fifth Chapter
- 2016 - Ace
- 2017 - Scooter Forever
- 2021 - God Save the Rave
- 2024 – Open Your Mind and Your Trousers